# Bronislav Ostřanský
Bronislav Ostřanský (* 1972) je český orientalista. Vystudoval arabistiku a dějiny a kulturu islámských zemí na Filozofické fakultě Karlovy univerzity v Praze a v současnosti působí jako vědecký pracovník v Orientálním ústavu Akademie věd ČR. Odborně se specializuje na středověký islám a islámskou středověkou mystiku, především súfijskou. V souvislosti s evropskou migrační krizí je často dotazován médii.

## Citát
„Islám nemá větší dispozice k násilí než jiná náboženství: Je-li s násilím spojován, je to způsobeno především zpravodajstvím a médii obecně, neboť prakticky všechny zprávy přicházející ze ,světa islámu‘ se týkají násilí, neštěstí, tragédií atd.“

## Výběrová bibliografie

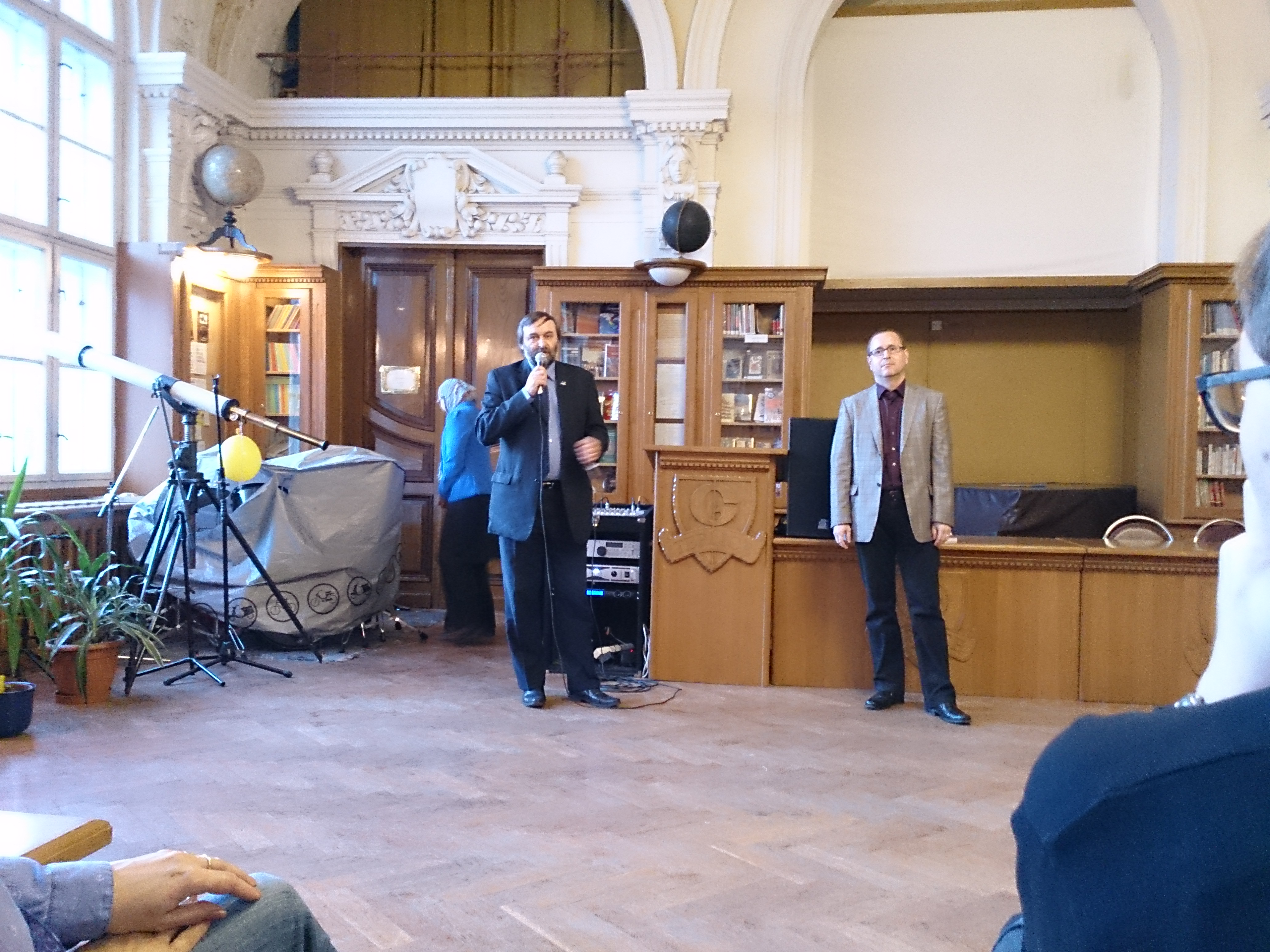
Bronislav Ostřanský na přednášce v Aule gymnázia Teplice - u mikrofonu stojí tehdejší ředitel Bergman.

- monografie: Dokonalý člověk a jeho svět v zrcadle islámské mystiky – „Úradky Boží pro nápravu lidského království“ šajcha Muhjiddína ibn ´Arabího, Orientální ústav AV ČR, Praha 2004 (ISBN 80-85425-55-6).
- monografie: Arabská oneirokritika ve středověku a v současnosti. (Studie o středověké arabské oneirokritice a jejím vnímání v současnosti z pohledu moderní psychologie a soudobého islámského myšlení), Orientální ústav AV ČR, Praha 2005 (ISBN 80-85425-56-4).
- monografie: Hledání skrytého pokladu. Antologie komentovaných překladů ze středověkého arabského súfijského písemnictví, Orientální ústav Akademie věd České republiky, v. v. i., Praha 2008 (ISBN 978-80-85425-62-8).
- překlad: al-Maqrízí, Taqíjuddín Ahmad: Popsání pozoruhodností Egypta. Kniha okrsků a památek v Egyptě, v Káhiře i v údolí Nilu a zprávy, které se jich týkají, Academia (edice Orient, sv. 13), Praha 2012 (ISBN 978-80-200-2075-8).
- Malá encyklopedie islámu a muslimské společnosti, Nakladatelství Libri, Praha 2009 (ISBN 978-80-7277-404-3).
- sborník: Cesta k prameni. Fatwy islámských učenců k otázkám všedního dne (část: Islám, sny a oneirokritika), editoři: Miloš Mendel a Iveta Kouřilová, spoluautor, Orientální ústav AV ČR, Praha 2003 (str. 135–171, ISBN 80-85425-53-X).
- sborník: Islám v Evropě. Obohacení nebo nebezpečí? – č. 48/2006 (část: Evropa a islám v proměnách minulosti), editor: Dina Chmaitilliová, spoluautor, CEP – Centrum pro ekonomiku a politiku, Praha 2006 (str. 53–60, ISBN 80-86547-53-1).
- sborník: Politický islám: Sborník příspěvků (část: Islámská mystika v proměnách věků), editor: Emil Souleimanov, spoluautor, nakladatelství Eurolex Bohemia, Praha 2007 (str. 88–111, ISBN 978-80-7379-004-2).
- kolektivní monografie: Hroby, hrobky a pohřebiště starých Egypťanů (část: Smrt je jen stín – hroby, smrt a záhrobí ve středověkém muslimském Egyptě), editorka: Petra Maříková Vlčková, spoluautor, Nakladatelství Libri, Praha 2009 (str. 366–395, ISBN 978-80-7277-229-2).
- kolektivní monografie: Islám v srdci Evropy. Vlivy islámské civilizace na dějiny a současnost českých zemí (část: Islám a srdce Evropy v současnosti), spoluautor, nakladatelství Academia, Praha 2007 (str. 407–466, ISBN 978-80-200-1554-9).
- kolektivní monografie: Spánek a sny – Svět archaických kultur III, (část: Tisíc a jeden arabský sen: Středověká arabská nauka o snech a jejich výkladu), editoři Jiří Starý a Josef Hrdlička, spoluautor, nakladatelství Herrmann a synové, Praha 2008 (str. 129–148, ISBN 978-80-87054-12-3).
- sborník případových studií: Súčasné podoby súfizmu od Balkánu po Čínu (část: Kult „světců“ a egyptské mawlidy v muslimské lidové religiozitě), editoři: Dušan Deák, Gabriel Pirický a Martin Slobodník, spoluautor, Vydavateľstvo Univerzity Komenského, Bratislava 2010 (str. 143–167, ISBN 978-80-223-2801-2).
- sborník Smrt, hroby a záhrobí v islámu. Poslední věci člověka pohledem muslimských pramenů, editor: Bronislav Ostřanský. Vydala Academia, Praha 2014, (ISBN 978-80-200-2305-6)
- kolektivní monografie: Islámská čítanka. Studijní antologie arabského islámského písemnictví, editoři: Ondřej Beránek, Bronislav Ostřanský, Pavel Ťupek. Vydala Univerzita Karlova, Filozofická fakulta, Praha 2020, ISBN 978-80-7308-982-5 (print), ISBN 978-80-7308-983-2 (onilne: pdf)